# Gzim Rexhaj
Gzim Rexhaj, slovenski nogometaš, * 8. junij 1986.
Rexhaj je nekdanji profesionalni nogometaš, ki je igral na položaju napadalca. V svoji karieri je igral za slovenske klube Gorica, Brda in Bonifika ter nemške KFC Uerdingen 05, Borussio Freialdenhoven, SSV Sudberg, SV Union Velbert, FSV Vohwinkel in SSVg Heiligenhaus. Skupno je v prvi slovenski ligi odigral 37 tekem in dosegel dva gola. Bil je tudi član slovenske reprezentance do 20 in 21 let.